# Leitneriales
Leitneriales là một bộ thực vật trong hệ thống phân loại năm 1981 của Arthur John Cronquist. Bộ này chỉ chứa một họ (Leitneriaceae) trong thực vật hai lá mầm, thuộc phân lớp Kim lũ mai (Hamamelidae). Thành viên duy nhất (Leitneria floridana) là dạng cây bụi hay cây gỗ nhỏ với gỗ rất nhẹ - do vậy mà có tên gọi trong tiếng Anh của nó là corkwood nghĩa là gỗ nhẹ, mọc ở vùng đồng rừng ẩm ướt ven biển thuộc đông nam Hoa Kỳ với các lá đơn mọc so le sớm rụng, hoa đơn tính khác gốc với các hoa mọc thành cụm hoa đuôi sóc, có một bầu nhụy thượng, giả một lá noãn với một noãn. Hệ thống APG II năm 2003 không công nhận bộ này và đặt loài duy nhất của nó trong họ Thanh thất (Simaroubaceae) của bộ Bồ hòn (Sapindales).